# توموت
شهر توموت (به روسی: Томмот) در کشور روسیه و در جمهوری یاقوتستان واقع شده‌است.